# François-Henri Pinault
François-Henri Pinault (Francese: [pino]) (Rennes, 28 maggio 1962) è un imprenditore francese.
è figlio del miliardario François Pinault. Presidente e amministratore delegato di Kering dal 2005, è presidente di Groupe Artémis dal 2003. François-Henri nel 2005 ha preso le redini del gruppo di vendita al dettaglio Pinault-Printemps-Redoute, fondato dal padre, trasformandolo nel 2013 nel gruppo di lusso Kering (oggi comprende brand come: Gucci, Yves Saint Laurent, Balenciaga, Bottega Veneta). Dal 2003 è presidente della holding di famiglia Groupe Artémis (Château Latour, Christie's, Pinault Collection, Creative Artists Agency).  Il suo approccio alla sostenibilità industriale ha fatto sì che il presidente francese Emmanuel Macron lo incaricasse nel 2019 di istituire il Fashion Pact, un patto che unisce i più grandi nomi della moda verso un approccio di settore a una produzione più sostenibile.
Dal 2009 è sposato con la produttrice cinematografica e attrice Salma Hayek.

## Educazione ed esordi
François-Henri Pinault è figlio di Louisette Gautier e François Pinault, fondatore nel 1962 dell'azienda di commercio di legname Pinault SA, diventata pubblica nel 1989 e trasformata nel 1994 nel conglomerato di vendita al dettaglio Pinault-Printemps-Redoute, poi (PPR), e quindi nel gruppo del lusso Kering nel 2013.  François-Henri Pinault è nato e cresciuto a Rennes, ha una sorella, Laurence, e un fratello, Dominique.
Si è laureato alla HEC School of Management  nel 1985. Durante gli studi, ha co-fondato la compagnia CRM Soft Computing con altri studenti del suo corso, e ha svolto uno stage presso Hewlett-Packard a Parigi come sviluppatore di software per database. Dopo la laurea, ha svolto il servizio militare presso il consolato francese di Los Angeles,  ed è stato incaricato di studiare i settori della moda e delle nuove tecnologie.

## Carriera
Nel 1987 François-Henri Pinault comincia la sua carriera all'interno di Pinault SA, viene promosso a direttore del dipartimento di acquisizioni nel 1988, direttore di France Bois Industries nel 1989, e direttore della Pinault Distribution nel 1990. Negli anni novanta, mentre Pinault distribuzione diviene PPR, un'azienda importante nel settore della vendita al dettaglio, François-Henri Pinault divenne presidente di CFAO nel 1993 e Amministratore Delegato di Fnac nel 1997.
Dopo che Pinault SA è diventata Pinault-Printemps-Redoute (PPR), e nel 1999 acquista Gucci e Saint-Laurent, e verso la fine del decennio i marchi Bottega Veneta, Balenciaga, Boucheron, Alexander McQueen e Stella McCartney.  A maggio del 2003, François-Henri Pinault viene promosso a vicepresidente di PPR e presidente di Artemis, la società azionaria che controlla i beni della famiglia Pinault.
A marzo del 2005, diventa presidente e Amministratore Delegato di PPR. Dopo l’acquisizione di Gucci e Yves Saint Laurent nel 1999, il gruppo stava procedendo a una profonda revisione della propria organizzazione e del proprio portfolio. Sotto la leadership di François-Henri Pinault vengono ceduti i marchi di vendita al dettaglio di PPR, Conforama, CFAO, Printemps, Fnac e La Redoute, fondendosi nel 2011 con il Gruppo Gucci (Gucci, Yves Saint Laurent, Bottega Veneta, Balenciaga, Boucheron, Alexander McQueen) e ampliando ulteriormente il suo portfolio di marchi di lusso (Brioni, Qeelin, Pomellato, Ulysse Nardin, Creed, Valentino).
A giugno 2013, François-Henri Pinault cambia il nome del gruppo da PPR a Kering,  Pinault abbandona le acquisizioni per concentrarsi sullo sviluppo e sulla crescita organica dei singoli brand. Dal 2005 al 2017, i principali marchi di Kering hanno attraversato un ciclo di crescita che ha portato i loro ricavi oltre il miliardo di dollari (10 miliardi di dollari solo per Gucci). Nel 2013 il gruppo ha lanciato la divisione di produzione di occhiali Kering Eyewear, che ha anch'essa superato il miliardo di dollari di fatturato dopo dieci anni di attività. Il fatturato di Kering si è fermato intorno ai 20 miliardi di dollari nel 2023, “un anno difficile” secondo Pinault. Nel giugno 2025, Kering ha nominato Luca de Meo nuovo CEO del gruppo a partire dal 15 settembre 2025, in sostituzione di François-Henri Pinault che rimarrà Presidente di Kering.
Durante la ristrutturazione di brand da PPR a Kering, Pinault ha introdotto una nuova attenzione a tematiche come la sostenibilità ambientale e la questione femminile, pilastri fondamentali dell’identità di Kering.  Ha lanciato la Fondazione Kering nel 2008 per combattere la violenza sulle donne e ha implementato obiettivi ambientali lungimiranti per promuovere il lusso sostenibile in tutto il suo portfolio. Nel 2019 François-Henri Pinault è stato incaricato dal presidente francese Emmanuel Macron di istituire il Patto della Moda durante il vertice del G7, un'iniziativa firmata da 56 aziende della moda che si impegnano a seguire misure concrete per ridurre il loro impatto ambientale.
Dal 2003 François-Henri Pinault è presidente del Groupe Artémis, che possiede Kering (azionista di maggioranza), i vini (Château Latour, Clos de Tart, Champagne Jacquesson), la casa d'aste Christie's,  il magazine  Le Point e la casa editrice Tallandier, l'operatore di crociere Compagnie du Ponant, i marchi di moda (Courrèges, Giambattista Valli) e la squadra di calcio Stade Rennais F.C. (Ligue 1).  Nel 2019, Pinault ha celebrato la prima vittoria in Coupe de France dello Stade Rennais dalla sua acquisizione da parte della famiglia Pinault nel 1998.  Artémis possiede anche la Pinault Collection, gestisce tre musei d'arte contemporanea: due a Venezia e uno a Parigi.  La famiglia Pinault ha donato 113 milioni di dollari per ricostruire  Notre-Dame de Paris dopo l'incendio del 2019. Nel 2023, attraverso Artémis, Pinault ha guidato l'acquisizione di una quota di maggioranza dell'agenzia di talenti e sport Creative Artists Agency (CAA) per una cifra stimata di 7 miliardi di dollari, "un accordo che dimostra la sempre maggiore convergenza tra moda e personaggi famosi " secondo il New York Times.

## Premi e riconoscimenti
- 2006: Cavaliere della Legione d'Onore (Francia)[29]
- 2016: Vanity Fair Hall of Fame[30]
- 2017: 23º sulla lista dei migliori CEO al mondo nella Harvard Business Review[31]
- 2018: 4° sulla lista dei migliori CEO al mondo nella Harvard Business Review
- 2019 : nominato tra i 30 migliori CEO da Barron's
- 2019 : 3° dei “100 migliori CEO del mondo” di Harvard Business Review[32]
- 2020: Fiorino d'Oro, più alta onorificenza della città di Firenze[33]
- 2025: Farnèse d'Oro assegnato da la Camera di commercio e industria Francia-Italia[34]

## Patrimonio
Nel 2024, la rivista francese Challenges stimava la ricchezza della famiglia Pinault a 23,6 miliardi di euro.  Nel 2024, la stima di Forbes era di 19,7 miliardi di dollari.

## Vita privata
François-Henri Pinault è stato sposato con Dorothée Lepère dal 1996 al 2004. Insieme hanno avuto due figli, il figlio François (nato nel 1998) e la figlia Mathilde (nata nel 2001). Ha frequentato la top model Linda Evangelista dal settembre 2005 al gennaio 2006. Hanno avuto un figlio, Augustin James Evangelista (nato nell'ottobre 2006). Nell'aprile 2006 ha iniziato a frequentare l'attrice Salma Hayek. Il 21 settembre 2007 è nata la figlia Valentina Paloma. La coppia si è sposata il 14 febbraio 2009 a Parigi. Nell’aprile 2018 la coppia hanno rinnovato i voti nuziali a Venezia. Nel 2024 il figlio François Louis Nicolas Pinault è stato nominato direttore di Christie's, la figlia Mathilde invece partecipa a gare di equitazione e occasionalmente fa la modella.